# Dauis
Dauis es un municipio filipino perteneciente a la provincia de Bohol, en las Bisayas Centrales.

## Geografía
Se encuentra en la isla de Panglao.

## Historia
Hacia comienzos del siglo XX, el lugar, ya por entonces perteneciente a la provincia de Bohol, tenía contabilizada una población de 8992 habitantes. En 2020, el municipio de Dauis tenía censados 52 492 habitantes.